# Autographa sinooccidentalis
Autographa sinooccidentalis är en fjärilsart som beskrevs av Chou och Lu 1979. Autographa sinooccidentalis ingår i släktet Autographa och familjen nattflyn. Inga underarter finns listade i Catalogue of Life.